# Timandra bipartita
Timandra bipartita är en fjärilsart som beskrevs av Louis Beethoven Prout 1913. Timandra bipartita ingår i släktet Timandra och familjen mätare. Inga underarter finns listade i Catalogue of Life.